# Štabs-rotmistr
Štabs-rotmistr (in russo Штабс-ротмистр? era un grado militare della cavalleria dell'esercito zarista.

## Etimologia
Il termine derivava dal tedesco Stabsrittmeister.

## Storia
Il grado venne istituito nel 1797 e al momento della sua istituzione questo grado veniva ricevuto dai vice comandanti di squadrone della formazione dei dragoni, e successivamente anche in altre unità di cavalleria. Secondo la Tavola dei ranghi, introdotta da Pietro il Grande nel 1722 era un grado di ufficiale di classe X, mentre nella Guardia imperiale era nella VIII classe.
Il grado era inferiore a Rotmistr e superiore a Poručik e corrispondeva nella Fanteria al grado di Štabs-kapitan e tra i Cosacchi al grado di Pod'esaul.
Nel 1884, con l'abolizione del grado di maggiore il capitano e il Rotmistr furono equiparati all'ex maggiore (il grado di maggiore nell'Armata Rossa ricomparve solo nel 1935). il gradi di Štabs-kapitan e di Štabs-rotmistr, insieme al grado cosacco di Pod'esaul divennero l'equivalente dell'attuale capitano, passando alla Classe IX nella Tavola dei ranghi. 
Il grado scomparve con la Rivoluzione Russa del 1917.
| Sequenza dei gradi (1884-1917)     |                                 |                                         |
| grado inferiore: Poručik (Поручик) | Štabs-rotmistr (Штабс-ротмистр) | grado superiore: Rittmeister (Ротмистр) |

## Distintivi di grado
| Distintivi di grado                        | Esercito imperiale russo  | Esercito imperiale russo | Esercito imperiale russo | Esercito imperiale russo | Esercito imperiale russo | Esercito imperiale russo |
| ------------------------------------------ | ------------------------- | ------------------------ | ------------------------ | ------------------------ | ------------------------ | ------------------------ |
| cordone per spalla spallina controspalline |                           |                          |                          |                          |                          |                          |
|                                            |                           |                          |                          |                          |                          |                          |
|                                            | cordone per spalla (1908) | spallina (1904)          | spallina (1908)          | controspallina (1902)    | controspallina (1908)    | controspallina (1914)    |